# Філіп Слоун
Філіп Слоун (англ. Philip Slone, нар. 20 січня 1907, Нью-Йорк — пом. 4 листопада 2003, Вест-Палм-Біч) — американський футболіст, що грав на позиції півзахисника за низку нью-йоркських команд, провів одну гру за національну збірну США.

## Клубна кар'єра
У дорослому футболі дебютував 1928 року виступами за команду клубу «Нью-Йорк Хакоах», в якій провів один сезон.
Своєю грою за цю команду привернув увагу представників тренерського штабу клубу «Нью-Йорк Джантс», до складу якого приєднався 1929 року. Відіграв за команду з Нью-Йорка наступний сезон своєї ігрової кар'єри. Більшість часу, проведеного у складі «Нью-Йорк Джантс», був основним гравцем команди.
1930 року приєднався до новоствореного клубу «Хакоах Олл-Старз», у складі якого провів наступний рік своєї кар'єри гравця.  Граючи у складі «Хакоах Олл-Старз» також здебільшого виходив на поле в основному складі команди.
1933 року перейшов до клубу «Брукгеттен», за який відіграв 7 сезонів у Другій Американській футбольній лізі. Завершив професійну кар'єру футболіста виступами за цю команду в 1940 році.
Помер 4 листопада 2003 року на 97-му році життя у місті Вест-Палм-Біч.

## Виступи за збірну
1930 року був включений до заявки національної збірної США для участі у першому чемпіонату світу, що проходив в Уругваї. На цьому турнірі північноамериканці сягнули півфіналу і розділили 3-4 місця, проте Слоун жодного разу на поле не виходив.
Перед поверненням до США збірна затрималася у Південній Америці, де Слоун і провів свій перший і єдиний матч за національну команду, відігравши в товариській зустрічі проти збірної Бразилії.
| Дата      | Місто          | Господарі | Результат | Гості | Турнір           | Голи | Примітки |
| --------- | -------------- | --------- | --------- | ----- | ---------------- | ---- | -------- |
| 17-8-1930 | Ріо-де-Жанейро | Бразилія  | 4 – 3     | США   | товариський матч | -    |          |
| Усього    |                | Матчів    | 1         |       | Голів            | 0    |          |

## Титули і досягнення
- Бронзовий призер чемпіонату світу: 1930